# NZ Волка
NZ Волка (лат. NZ Lupi), HD 141943 — одиночная переменная звезда в созвездии Волка на расстоянии приблизительно 197 световых лет (около 60,3 парсека) от Солнца. Видимая звёздная величина звезды — от +7,91m до +7,87m. Возраст звезды определён как около 30 млн лет.

## Характеристики
NZ Волка — жёлтый карлик, вращающаяся переменная звезда типа BY Дракона (BY) спектрального класса G2*, или G5. Масса — около 1,03 солнечной, радиус — около 1,5 солнечного, светимость — около 1,017 солнечной. Эффективная температура — около 5673 K.